# Estádio Al Janoub
O Estádio Al Janoub, antigamente conhecido como Al Wakrah, é um situado em Al-Wakrah, no Catar. Inaugurado em 16 de maio de 2019, tornou-se o segundo estádio proposto para Copa do Mundo de 2022 a ser concluído. Apresenta um design pós-modernista e neo-futurista curvilíneo. A aparência do telhado foi inspirada nas velas dos tradicionais barcos Dhow, usados por mergulhadores de pérolas da região, tecendo através das correntes do Golfo Pérsico.

## Copa do Mundo de 2022
O estádio será uma das sedes da competição, e será disputada uma partida das oitavas de final nele. Possui capacidade para 44.325 espectadores, após a Copa do Mundo, a capacidade deve ser reduzida para vinte mil espectadores
| Data           | Hora (UTC+3) | 1ª Equipe | Placar        | 2ª Equipe | Fase             | Público |
| -------------- | ------------ | --------- | ------------- | --------- | ---------------- | ------- |
| 22 de novembro | 22:00        | França    | 4 – 1         | Austrália | Grupo D          | 40.875  |
| 24 de novembro | 13:00        | Suíça     | 1 – 0         | Camarões  | Grupo G          | 40.432  |
| 26 de novembro | 13:00        | Tunísia   | 0 – 1         | Austrália | Grupo D          | 41.823  |
| 28 de novembro | 13:00        | Camarões  | 3 – 3         | Sérvia    | Grupo G          | 39.789  |
| 30 de novembro | 18:00        | Austrália | 1 – 0         | Dinamarca | Grupo D          | 41.232  |
| 2 de dezembro  | 18:00        | Gana      | 0 – 2         | Uruguai   | Grupo H          | 43.443  |
| 5 de dezembro  | 18:00        | Japão     | 1 (1) – (3) 1 | Croácia   | Oitavas de Final | 42.523  |